# Macross 7, le film : La galaxie m'appelle !
Macross 7 : La galaxie m'appelle ! (劇場版 マクロス7 「銀河がオレを呼んでいる！」, Gekijouban Macross 7: Ginga ga Ore wo Yondeiru!) est sorti en 1995 et ne dure que 30 minutes. Il a été réalisé par Tetsuro Amino.

## Synopsis
Lorsque Basara s'écrase sur une planète recouverte par la neige, il est très mal accueilli par la population locale. Il est gardé prisonnier jusqu'au moment où il se met à chanter et que Pedro, un enfant de 4 ans reconnaisse en lui un membre de son groupe favori : Fire Bomber! Par la suite, Basara entendra une étrange voix et en cherchera l'origine.